# Municipio Entre Ríos (Cochabamba)
Das Municipio Entre Ríos ist ein Verwaltungsbezirk im Departamento Cochabamba im südamerikanischen Anden-Staat Bolivien.

## Lage im Nahraum
Das Municipio Entre Ríos ist eines von sechs Municipios der Provinz Carrasco. Es grenzt im Nordwesten an das Municipio Puerto Villarroel, im Westen an das Municipio Pojo und im Süden und Osten an das Departamento Santa Cruz.
Der zentrale Ort des Municipios ist Entre Ríos mit 7347 Einwohnern (Volkszählung 2012) im östlichen Teil des Municipios.

## Geographie
Das Municipio Entre Ríos liegt im bolivianischen Tiefland an den nordöstlichen Ausläufern der Cordillera Oriental. Das Klima ist ein tropisches Feuchtklima mit einer deutlich ausgeprägten Regenzeit.
Die Region weist eine mittlere Jahrestemperatur von 26 °C auf, die Monatsdurchschnittswerte liegen zwischen 23 °C im Juli und gut 28 °C von November bis Februar (siehe Klimadiagramm Puerto Rether). Der durchschnittliche Jahresniederschlag beträgt 1700 mm, mit Monatswerten zwischen 200 und 300 mm von Dezember bis Februar und ausreichend Feuchtigkeit in allen Monaten.

## Bevölkerung
Die Einwohnerzahl ist zwischen 2001 und 2024 auf das Doppelte angestiegen:
| Jahr | Einwohner | Quelle |
| ---- | --------- | --- |
| 1992 | --        | Daten für 1992 liegen nicht vor, da das Municipio Entre Ríos erst 2004 durch Abspaltung des östlichen Teils des Municipio Pojo entstanden ist |
| 2001 | 22.187    | Volkszählung |
| 2012 | 31.307    | Volkszählung |
| 2024 | 45.520    | Volkszählung |

## Politik
Ergebnis der Regionalwahlen (concejales del municipio) vom 4. April 2010:
| Wahl- berechtigte |  | Wahl- beteiligung | gültige Stimmen |  | MAS-IPSP |
| ----------------- |  | ----------------- | --------------- |  | -------- |
| 13.923            |  | 12.123            | 9.717           |  | 9.717    |
|                   |  | 87,1 %            | 80,2 %          |  | 100,0 %  |

Ergebnis der Regionalwahlen (elecciones de autoridades políticas) vom 7. März 2021:
| Wahl- berechtigte |  | Wahl- beteiligung | gültige Stimmen |  | MAS-IPSP | MTS    | SÚMATE | SOMOS  | C-A    | FPV    |
| ----------------- |  | ----------------- | --------------- |  | -------- | ------ | ------ | ------ | ------ | ------ |
| 26.886            |  | 23.339            | 22.061          |  | 20.819   | 648    | 256    | 103    | 64     | 57     |
|                   |  | 86,81 %           | 94,52 %         |  | 94,37 %  | 2,94 % | 1,16 % | 0,47 % | 0,29 % | 0,26 % |

## Gliederung
Das Municipio gliedert sich nicht weiter in Kantone (cantones), sondern besteht nur aus einem Kanton:
- Cantón Entre Ríos

## Ortschaften im Municipio Entre Ríos
- Kanton Entre Ríos
  - Entre Ríos 7347 Einw. – Bulo Bulo 3786 Einw. – Manco Kapac 2603 Einw. – Río Blanco Agrario 1210 Einw. – Isarzama 1036 Einw. – Chancadora 604 Einw. – Gualberto Villaroel Uno 539 Einw.